# Windows 9x
Windows 9X é um termo genérico que se refere às versões do Microsoft Windows híbridas 16/32 bits: Windows 95, Windows 98 e Windows ME, produzidas na década de 90 (daí o nome). Todos esses sistemas fazem parte da série 4.X e contam com o MS-DOS, porém não são interfaces gráficas.
Após ser instalado um sistema Windows 95, 98 ou ME, o MS-DOS é automaticamente instalado no disco rígido para carregar o sistema posteriormente. Entretanto, no Windows 95 e 98, o MS-DOS pode ser utilizado normalmente apenas encerrando o Windows e entrando no modo MS-DOS. Esta funcionalidade, portanto, foi removida do Windows ME a fim de oferecer maior velocidade no carregamento do sistema.
Os sistemas Windows 9X e NT possuem grandes diferenças em sua arquitetura. Apesar dos sistemas Windows NT compartilharem a mesma interface gráfica e alguns programas com os sistemas 9X, eles não são baseados no mesmo código fonte. O Windows ME (DOS) e o Windows 2000 (NT), como exemplo, lançados ambos no mesmo ano, compartilham diversas similaridades gráficas e alguns conjuntos de aplicações, porém não compartilham do mesmo código.

## Relação com o MS-DOS
A família 9X reduziu notavelmente a dependência do MS-DOS. O Windows 95 e 98 eram executados sobre o MS-DOS e dividiam o controle do hardware. Já no Windows ME, O MS-DOS apenas servia como um programa de boot e como auxílio ao uso de programas de 16-bits. Ao iniciar o o PC, o MS-DOS era carregado e abria o arquivo WIN.COM, que carregava o sistema operacional. O arquivo, depois do "boot", desligava o DOS.

## Versões
Várias versões do Windows estão incluídas na família 9X. São elas:
- Windows 95 Release Original (versão 4.00.950)
- Windows 95 OEM Service Release 1 (OSR1) (versão 4.00.950A)
- Windows 95 OEM Service Release 2 (OSR2) (versão 4.00.950B)
- Windows 95 OEM Service Release 2.1 (OSR 2.1) (versão 4.00.950B)
- Windows 95 OEM Service Release 2.5 (OSR 2.5) (versão 4.00.950C)
- Windows 98 Standard Edition (versão 4.10.1998)
- Windows 98 Second Edition (versão 4.10.2222)
- Windows Millennium Edition (Me) (versão 4.90.3000)

## Requisitos deHardware
- Windows 95 - Processador i386 de 33 MHz - 4 MB de RAM (Recomenda-se 16 MB)
- Windows 98 - Processador i486 de 90 MHz - 16 MB de RAM (Recomenda-se 24 MB)
- Windows ME - Processador Pentium/AMD K5 de 166 MHz - 32 MB de RAM (Recomenda-se 64 MB)